# Махиоле
Махиоле (гав. Mahiole) — гавайский шлем из перьев, который носится с плащом, также сделанным из перьев (аху ула, ʻahu ʻula). Являются символом высшего, правящего статуса, али’и (aliʻi). Эта традиционная одежда хранится в различных музеях; по меньшей мере 16 таких шлемов было собрано во время путешествий Капитана Кука, один из них изображён на картине «Смерть Капитана Джеймса Кука» (The Death of Captain James Cook) Иоганна Цоффани.
Основа махиоле — рама с центральным гребнем, идущим от центра лба к затылку. Гребень бывает разной высоты и толщины, перья и их расположение могут значительно различаться. Связанный с шлемом термин «mahiole oki» означает стрижку с оставлением полосы волос на голове. Гавайский бог Ку иногда представляется с аналогичной формой головы.
Основа плетётся аналогично корзинному плетению; используются перья местных птиц, известны случаи использования вместо перьев человеческих волос.
Один из махиоле, хранящийся в Британском музее, был выбран для одной из радиопередач серии «История мира в 100 объектах» (A History of the World in 100 Objects).